# Granulometria

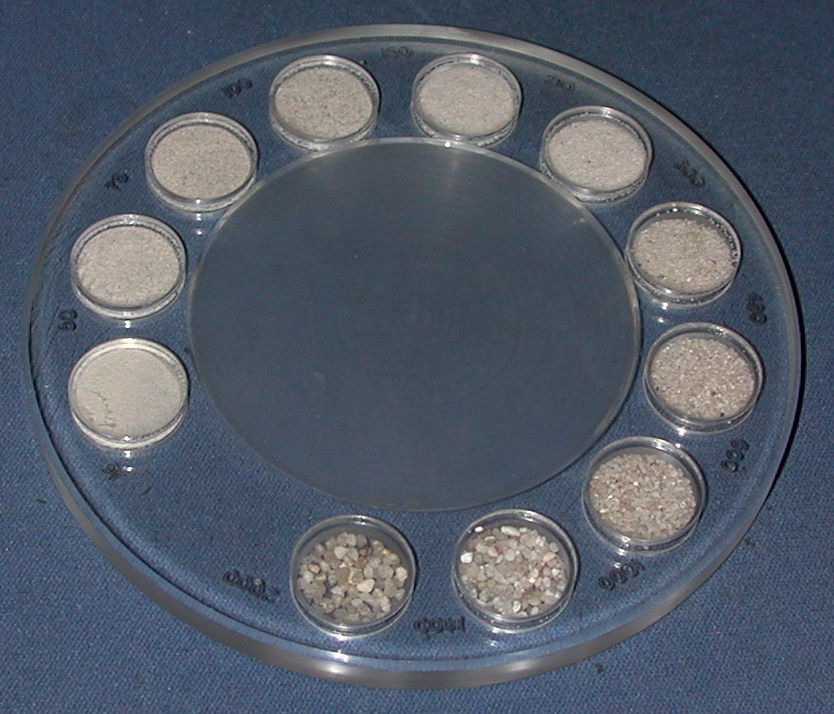
Diferents partícules de 0,016 mm a 2,0 mm

La granulometria és l'estudi de la distribució de les dimensions d'un conjunt d'elements finits de matèria natural o triturada. L'anàlisi granulomètric és el conjunt de les operacions que permeten determinar la distribució.

## Diàmetre de partícula
El Diàmetre de Feret (Df) és la distància entre una direcció D qualsevol i la paral·lela a aquesta direcció de tal manera que la projecció del gra estiga compresa entre aquestes dos paral·leles. Si es fa girar la recta D al voltant del gra, es trobarà una posició per la qual Df serà màxima i es denominarà exodiàmetre. I la mínima mesodiàmetre. Aquesta mesura és important perquè les partícules generalment no són esfèriques i, per tant, cal definir un protocol de mesura abans de continuar amb l'anàlisi granulomètric.

## Diàmetre equivalent
Es coneix com a Diàmetre equivalent (De) al diàmetre de l'esfera que es comportaria de manera idèntica que aquella partícula amb què s'està treballant. Aquest diàmetre equivalent diferirà en funció del tipus d'estudi que s'estiga realitzant un

## Camps d'aplicació

### Geologia
En geologia, aquesta anàlisi granulomètrica permet diferenciar diverses classes de materials independentment de la seua naturalesa química. La següent taula mostra aquesta classificació:
| Partícula | Dimensió      |
| --------- | ------------- |
| Argiles   | < 0,002 mm    |
| Llims     | 0,002-0,06 mm |
| Sorres    | 0,06-2 mm     |
| Graves    | 2 mm-6 cm     |
| Còdols    | 6-25 cm       |
| Blocs     | >25 cm        |